# 帕朗皮尔
帕朗皮尔（法語：Parempuyre，法語發音：[paʁɑ̃pɥiʁ]）是法国吉伦特省的一个市镇，属于波尔多区。

## 地理
帕朗皮尔（44°56'57"N, 0°36'18"W）面积21.8 平方千米，位于法国新阿基坦大区吉倫特省，该省份为法国西南部沿海省份，是法國本土面积最大的省，北起滨海夏朗德省，西临大西洋，南至朗德省，东南接洛特-加龍省，东临多爾多涅省。
与帕朗皮尔接壤的市镇（或旧市镇、城区）包括：吕东梅多克、布朗克福尔、勒皮扬梅多克、圣路易德蒙费朗。

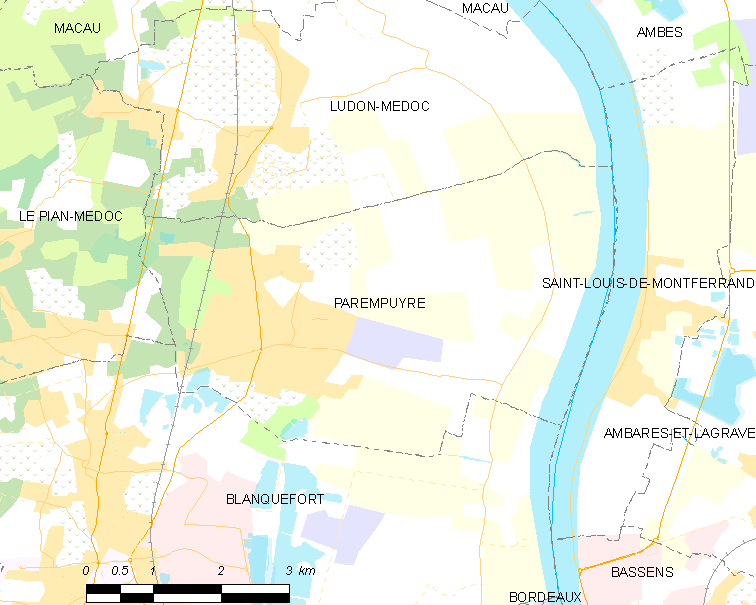
帕朗皮尔的OSM定位图

帕朗皮尔的时区为UTC+01:00、UTC+02:00（夏令时）。

## 行政
帕朗皮尔的邮政编码为33290，INSEE市镇编码为33312。

## 政治
帕朗皮尔所属的省级选区为梅多克之门县。

## 人口

1962-2008年间帕朗皮尔人口变化图示

帕朗皮尔于2022年1月1日时的人口数量为10407人。